# Elecciones provinciales de Río Negro de 1973
Las elecciones generales de la provincia de Río Negro de 1973 tuvieron lugar el 11 de marzo del mencionado año con el objetivo de restaurar las instituciones democráticas constitucionales y autónomas de la provincia después de siete años de la dictadura militar autodenominada Revolución Argentina (instaurada con el golpe de Estado de 1966), y a dieciocho años de la proscripción del peronismo o justicialismo de la vida política de Argentina. Fueron las primeras elecciones provinciales completamente libres de toda proscripción desde la conversión de Río Negro en estado autónomo, pues previo a la proscripción había sido un Territorio Nacional sin gobernador electo. Se debía elegir a un Gobernador en fórmula única, a 22 diputados provinciales y a los intendentes y concejales de los municipios, conformando los poderes ejecutivo y legislativo para el período 1973-1977. La ley electoral disponía la necesidad de una segunda vuelta electoral entre los candidatos a gobernador más votados si ninguna de las fuerzas alcanzaba el 50% más uno de los votos en primera instancia.
Ocho partidos presentaron candidaturas en las elecciones, aunque la competencia en general estuvo centrada entre Mario Franco, candidato del Partido Justicialista (PJ) y apoyado por el Frente Justicialista de Liberación (FREJULI); Norberto Blanes, de la Unión Cívica Radical (UCR), gobernante antes del golpe como UCRP; y Roberto Requeijo, del Partido Provincial Rionegrino (PPR), que había servido como gobernador de facto durante la dictadura y había renunciado para poder presentarse a los comicios. A nivel nacional, el PPR sostuvo la candidatura presidencial de Ezequiel Martínez por la Alianza Republicana Federal, favorable al régimen dictatorial saliente. Durante la campaña, que en el resto del país fue en gran medida pacífica, se sucedieron numerosos hechos de violencia en la provincia entre los partidarios de Requeijo y los militantes de otros partidos (generalmente provenientes del peronismo y la izquierda), que culminaron con el estallido del segundo Rocazo, una pueblada contra el gobierno militar cuatro días antes de los comicios en la ciudad de General Roca (similar al primer Rocazo acontecido en 1972), donde Requeijo tenía la intención de realizar un acto proselitista, y que tuvo como saldo la muerte de un manifestante, Agustín Fernández Criado, de veintidós años. Enfrentamientos en la localidad de Cipolletti como respuesta a este hecho se saldó con una segunda muerte, de Juan Bustos, integrante de la Juventud Peronista, a manos de un militante del PPR.
Tras la realización de la primera vuelta electoral, Franco fue el candidato más votado con el 46,07% de los votos contra el 24,81% de Requeijo, que logró imponerse en gran cantidad de localidades del sur de la provincia y desplazar al radicalismo a un sorpresivo tercer puesto, logrando Blanes el 21,24% sin imponerse en ninguno de los trece departamentos de la provincia. Antonio García García, candidato de la Nueva Fuerza (NF), se ubicó cuarto con el 3,20%, y los demás candidatos no superaron el 2% de los votos. A nivel legislativo, el FREJULI logró la mayoría absoluta en la Legislatura Provincial con 12 de los 22 escaños, mientras que la UCR y el PPR empataron con 5 escaños cada uno. La participación fue del 81,19% del electorado registrado.
A pesar de la holgada diferencia lograda, Franco fracasó por poco menos de cuatro puntos en lograr la mayoría de votos exigida para resultar electo gobernador en primera vuelta, requiriéndose entonces un desempate gubernativo contra Requeijo. Sin embargo, el PPR solo había pasado a segunda vuelta a nivel gubernativo, mientras que a nivel legislativo se había visto fuera del desempate senatorial (donde el candidato radical Antonio O. Napoli resultó elegido senador por la minoría) y resultaba muy improbable que pudiera derrotar al postulante peronista. El 19 de marzo, ocho días después de los comicios, Requeijo se retiró de la segunda vuelta gubernativa, garantizando la elección de Franco. Los cargos electos asumieron el 25 de mayo, con Franco jurando como el primer gobernador justicialista de Río Negro, y el último hasta 2011. Sin embargo, no pudo completar su mandato constitucional ya que fue depuesto por el golpe de Estado del 24 de marzo de 1976.

## Antecedentes
La provincialización del Territorio Nacional del Río Negro se produjo en un contexto de fuertes conflictos a nivel nacional por el golpe de Estado de septiembre de 1955, acaecido pocos meses después de la conversión de Río Negro en provincia, que derrocó al gobierno constitucional de Juan Domingo Perón e instauró una dictadura militar autodenominada Revolución Libertadora, la cual proscribió al peronismo o justicialismo y al propio Perón de la vida política argentina, prohibiendo también a su brazo político, el Partido Justicialista (PJ), y desatando una fuerte represión contra adherentes de dicho movimiento. En la naciente provincia de Río Negro, los conflictos nacionales se vieron exacerbados por las problemáticas locales, debido a que la provincia estaba conformada por un numerosas localidades profundamente divididas, careciendo el territorio de una identidad provincial propia. La cuestión sobre la instalación de la sede del gobierno de la ciudad de Viedma (entonces capital provincial) o de General Roca (principal urbe de la provincia) perduró durante la mayor parte de las décadas de 1950 y 1960. Con el peronismo proscripto y en elecciones controladas por las Fuerzas Armadas fueron elegidos gobernadores Edgardo Castello (de la Unión Cívica Radical Intransigente) y Carlos Christian Nielsen (de la Unión Cívica Radical del Pueblo), ambos sucesores de la Unión Cívica Radical, dividida en dos con respecto a la cuestión de la proscripción. La elección del peronista Amadeo Llanos como gobernador en 1962 motivó la intervención federal de la provincia.
En 1966, un golpe de Estado derrocó al gobierno constitucional del radical del pueblo Arturo Umberto Illia e instauró una dictadura militar de tipo permanente dentro del modelo de estado burocrático-autoritario que se autodenominó a sí misma como Revolución Argentina, interviniendo todas las provincias, mateniendo la proscripción del peronismo y haciéndola extensiva a todos los partidos políticos en general. La dictadura agravó aún más la situación política y social del país, generando una fuga de cerebros, la aparición de grupos guerrilleros, y una serie de puebladas insurrecionales a finales de la década que acabaron precipitando la caída del régimen e incluso de la misma proscripción al peronismo. En septiembre de 1969, un conflicto en la localidad rionegrina de Cipolletti por la destitución del comisionado Julio Dante Salto (que había sido elegido como intendente constitucional en 1963 y mantenido en su cargo como comisionado de facto tras el golpe), luego de que este entrara en conflicto con el gobierno provincial, desató una pueblada en su favor conocida como Cipolletazo, una de las revueltas más importantes de la región patagónica, que finalizó la con la renuncia del gobernador de facto Juan Antonio Figueroa Bunge (designado tan solo el mes anterior) y su reemplazo por el general Roberto Requeijo.
La gestión de Requeijo como gobernador de facto se enmarcó en el «Plan 1970», cuyo objetivo general era la instauración en un lapso de tres años (1970-1973) de una identidad provincial propia y a su vez buscar la distribución equitativa de ingresos y el crecimiento sostenido de la economía. El plan de Requeijo incluía una progresiva descentralización de la provincia del Alto Valle, lo que le granjeó una amplia popularidad en las localidades del sur del país y en la capital provincial, Viedma, pero le acarreó también una violenta oposición en General Roca y las localidades del norte. Del mismo modo, la gestión de Requeijo no estuvo exenta de los problemas que afectaban al país y se produjeron nuevas puebladas, como el Barilochazo en 1970 y el Rocazo en 1972, desatado este último por la decisión del régimen de Requeijo de crear un juzgado separado para Cipolletti, en detrimento de los intereses roquenses. A nivel nacional, el gobierno de facto de Alejandro Agustín Lanusse, ante la insostenibilidad de la situación, resolvió convocar a elecciones generales libres, en las que se permitió la participación del peronismo y las demás fuerzas políticas, pero prohibiendo que las autoridades inconstitucionales en ejercicio se postularan para cargos electos. Ante esta situación, los sectores favorables a Requeijo constituyeron el Partido Provincial Rionegrino (PPR), la primera fuerza netamente provincialista del territorio, el 15 de mayo de 1972, que propuso sostener su espacio político.

## Reglas electorales
La constitución promulgada el 10 de diciembre de 1957 establecía las siguientes autoridades provinciales y sus respectivos criterios de elección, siendo el sistema sometido a diversas modificaciones por el régimen interventor mediante el Estatuto Fundamental Temporario de 1972, que alteraba tanto el sistema electoral utilizado para los comicios como las cuestiones respecto a la reelección de las autoridades:
- Gobernador provincial, elegido en forma directa por los ciudadanos rionegrinos para un mandato de cuatro años reelegibles por una sola vez consecuativa mediante el sistema de segunda vuelta electoral en caso de que ninguno de los candidatos alcanzara una mayoría absoluta de votos en primera vuelta. La constitución provincial de entonces no preveía el cargo de vicegobernador provincial. Se abolió el sistema de Colegio Electoral empleado solo en la elección anterior y además se introdujo la segunda vuelta, que no volvería a ser empleada en una elección provincial rionegrina. La reelección gubernativa por un segundo período consecutivo sería reintroducida en 1988.
- 22 diputados provinciales elegidos mediante representación proporcional por listas, con la provincia como único distrito. Se redujo el número de diputados de 23 a 22.

## Candidaturas
Los partidos políticos en Río Negro enfrentaron numerosos problemas para alcanzar la cantidad de afiliados requerida para garantizar su reincorporación a la vida política. El Partido Justicialista obtuvo una gran cantidad de afiliados que se consideró un precedente destacado de su victoria electoral, con 13.800 fichas de afiliación a su favor. La Unión Cívica Radical del Pueblo (UCRP), que había logrado la titularidad del nombre Unión Cívica Radical (UCR) en junio de 1972, alcanzó finalmente el reconocimiento provincial con 3.658 fichas, muy por debajo del PJ pero muy por encima de los demás partidos reconocidos. Para agosto de 1972 habían obtenido reconocimiento, además del radicalismo y el peronismo: el Partido Intransigente (sucesor de la UCRI), el Movimiento de Integración y Desarrollo (MID), el PPR de Requeijo, la Nueva Fuerza (NF) y el Partido Socialista (PS), todos ellos con la cantidad mínima indispensable de entre 410 y 430 afiliados.
El Frente Justicialista de Liberación (FREJULI) se constituyó en Río Negro por medio de una alianza entre el Partido Justicialista (PJ), el Movimiento de Integración y Desarrollo (MID), y el Partido Conservador Popular (PCP). La coalición presentó la candidatura de Mario Franco, oriundo de Villa Regina, que ya se había perfilado previamente como una de las principales figuras del movimiento durante la época de la proscripción. Por su parte, el radicalismo enfrentó una dura interna gubernativa, con una impugnación judicial que determinó que la candidatura correspondería a Norberto Blanes, dirigente oriundo del Alto Valle, en detrimento del también roquense José Enrique Gadano, senador entre 1963 y 1966. Como tercera fuerza, el nuevo Partido Provincial Rionegrino tenía en sus filas a figuras provenientes de otros partidos políticos no peronistas, como el Partido Demócrata Cristiano (PDC), muy dividido en el orden nacional y provincial, e incluso facciones del radicalismo. A nivel local, el PPR buscó postular también a ciudadanos destacados que no hubieran tenido participación previa en la política, con la intención de atraer el voto independiente que rechazara los partidismos. Esto, si bien atrajo grandes apoyos de cara a las elecciones inminentes, afectó la sostenibilidad del partido a largo plazo. Requeijo presentó su renuncia a la gobernación el 29 de agosto de 1972, garantizándose el permiso legal para presentarse como candidato a gobernador constitucional. Fue sucedido por Oscar Luis Lava, que ocuparía el poder ejecutivo provincial hasta la jura de las autoridades electas en mayo de 1973.
Otras cinco formaciones políticas presentaron candidatos, aunque constituyeron actores minoritarios en la contienda. El partido derechista Nueva Fuerza, que a nivel nacional conducía el economista Álvaro Alsogaray, postuló al médico Antonio García Carcía para la gobernación. El Partido Popular Cristiano (PPC), que a nivel nacional correspondía a la facción de la Democracia Cristiana que apoyaba la candidatura de Cámpora, se desmarcó del FREJULI en el plano provincial y postuló a Rolando Bonacchi como candidato, con su líder Edgardo Bagli como primer candidato a legislador provincial.

## Campaña

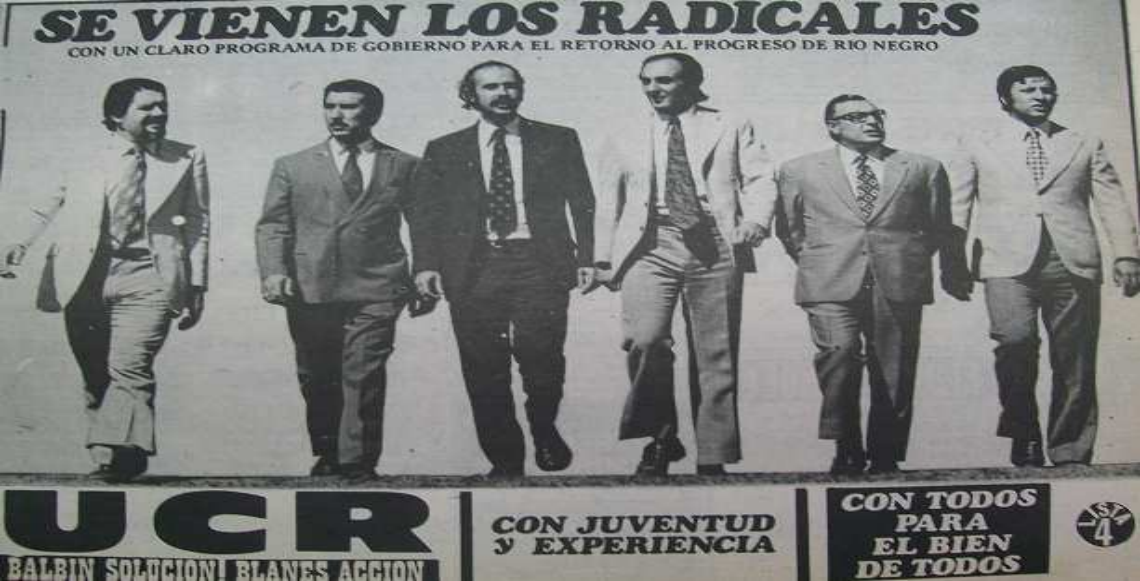
Afiche de campaña de la Unión Cívica Radical con el eslogan «Balbín solución, Blanes acción».

La campaña de Mario Franco se plegó en gran medida a la campaña encabezada por Héctor José Cámpora, candidato del FREJULI en las elecciones presidenciales. Franco logró aglutinar con éxito a los amplios sectores del justicialismo en torno a su figura (aún en el marco de las profundas divisiones localistas que sufría la provincia) y encarnar la imagen de un peronismo unido, siendo elogiado como una figura que ostentaba «el mérito de haber luchado en los momentos más difíciles (después de la proscripción en 1955) en forma permanente y haber mantenido una cohesión de filas que es ejemplo nacional». Las promesas de campaña de Franco fueron en esencia las mismas que postulaba el FREJULI a nivel nacional: la amnistía a todos los detenidos por causas políticas, el desmantelamiento del aparato represivo del régimen saliente, la nacionalización de los sectores clave de la economía en beneficio de la población, entre otras. Franco gozó del apoyo de la Confederación General del Trabajo regional, así como de las facciones divergentes de la Juventud Peronista. Con respecto a las cuestiones provinciales, Franco mantuvo un discurso continuista con algunos de los proyectos impulsados por el régimen de Requeijo, manteniendo una actitud ambivalente con respecto al gobierno de facto, con un discurso en torno a la unidad provincial y a su progresiva integración, y al sostenimiento de los planes trieniales de sus predecesores.

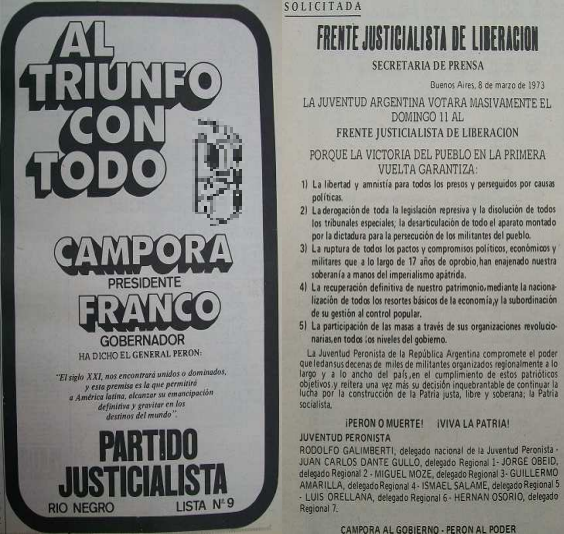
Solicitada del FREJULI rionegrino con el programa electoral del peronismo a nivel nacional, publicada días antes de los comicios en el Diario Río Negro, el 8 de marzo de 1973.

El candidato radical, Blanes, centró su campaña en criticar duramente al gobierno de Requeijo, calificándolo como «demagógico» y una representación de un continuismo militarista que buscaba gobernar para el «antipueblo». El lema de campaña de Blanes, ligado a la propaganda de Ricardo Balbín a nivel nacional, fue «Balbín solución, Blanes acción». El candidato mantuvo un discurso fuertemente favorable a su región, comprometiéndose a instaurar un ministerio provincial dedicado enteramente al desarrollo del Alto Valle para «poner fin a su estancamiento».
La UCR también cuestionó la actitud del régimen de facto durante la campaña, denunciando que la administración de Lava, que afirmaba públicamente mantener una actitud prescindente, respondía directamente a Requeijo (habiendo mantenido estos una serie de reuniones después de su renuncia) y empleaba recursos del estado provincial en su favor. Si bien mantuvo críticas mínimas al respecto también, el justicialismo evitó entrar en el conflicto regional entre el Alto Valle y el este de la provincia, así como atacar duramente a Requeijo, en gran medida debido a la creencia de que la «tolerancia» hacia su candidatura y los votos que esta pudiera obtener provocarían un contrapeso en el voto antiperonista y facilitaría la victoria del FREJULI. Las dificultades en la interna realizada en noviembre de 1972 y la irrupción del PPR, así como su presencia marcada en el conflicto por la capitalidad con un marcado discurso en favor de los intereses del Alto Valle afectaron gravemente las posibilidades del radicalismo de ganar las elecciones.
Por su parte, el PPR realizó un amplio despliegue por el este de la provincia, centrando su campaña en defender la gestión de Requeijo y comprometiéndose a profundizarla una vez restaurada la democracia. Aunque gran parte de la dirigencia partidaria promovía un enfoque estrictamente provincial, buscando desligarse del desprestigio sufrido por el régimen militar, Requeijo instigó un pacto electoral con la Alianza Republicana Federal, que a nivel nacional postulaba la candidatura del militar Ezequiel Martínez y contaba con el apoyo de la dictadura. Aunque realizó una campaña ruidosa, el requeijismo era consciente de sus escasas posibilidades de obtener adhesiones en el Alto Valle y de que la probabilidad de que una presencia continua de proselitismo en dicha región de la provincia desatara actos de violencia era elevada. Por tal motivo, el PPR evitó realizar actos de importancia en General Roca. No obstante, se produjeron numerosos enfrentamientos entre las distintas facciones políticas, en el marco de la alta conflictividad social que se vivía en la Argentina a nivel nacional. Las principales escaramuzas se dieron en la capital provincial, Viedma, donde el PPR enfocó sus esfuerzos y sostuvo enfrenamientos con integrantes de la Juventud Peronista, mientras que enfrentamientos de mayor envergadura se dieron en localidades del Alto Valle como Villa Regina.

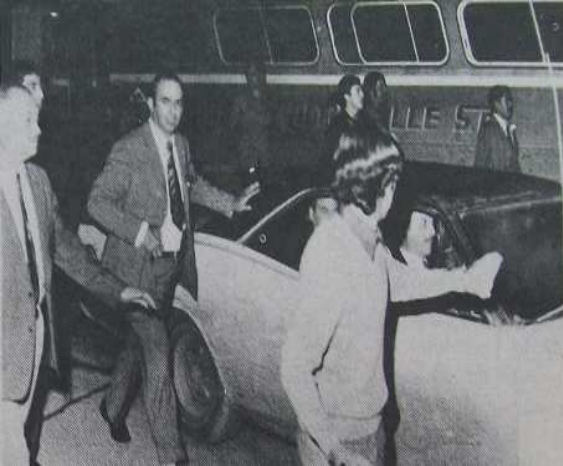
Requeijo llega a General Roca para un acto proselitista el 7 de marzo de 1973, evento que desencadenaría el segundo Rocazo.

Durante las últimas semanas de la campaña electoral, se realizó un profundo debate interno dentro del PPR sobre la posibilidad de que Requeijo encabezara un acto público en General Roca, con el objetivo de disipar los temores en torno a la posible violencia en la ciudad e incrementar sus posibilidades electorales, iniciativa impulsada por el propio candidato a gobernador. Numerosos dirigentes dentro de la propia ciudad desaconsejaron el acto, pero finalmente Requeijo impuso su postura. El evento tuvo lugar el 7 de marzo, cuatro días antes de los comicios, en el local del PPR en la ciudad, siendo Requeijo recibido por un grupo de manifestantes que le arrojaron piedras y debiendo finalmente presidir la concentración de partidarios escoltado por militantes armados. Cientos de militantes de diferentes partidos políticos asistieron al acto con el objetivo de sabotearlo, y cuando Requeijo se marchó de la ciudad, por la noche, estos militantes incendiaron el local del PPR, así como los locales comerciales de reconocidos partidarios del exgobernador de facto. A estos ataques se los conoció como el segundo Rocazo y resultaron una potente represión policial, que concluyó con la muerte de Agustín Fernández Criado, de veintidós años. Asimismo, numerosos militantes requeijistas que regresaban a Cipolletti después de haber concurrido al acto en General Roca organizaron atentados contra locales de los partidos integrantes del FREJULI y la UCR, resultando los enfrentamientos consecuentes en la muerte de Juan Bustos, joven integrante de la Juventud Peronista, a manos de un militante armado del PPR.
Los crímenes del 7 de marzo fueron condenados por todo el arco político, incluso por los partidos cuyos militantes habían tomado parte en los episodios de violencia. Numerosos sindicatos y organizaciones sociales, religiosas y políticas de la provincia emitieron declaraciones condenatorias en el día posterior, y el FREJULI y la UCR ultimaron su propaganda política con duros mensajes en contra del PPR. El radicalismo culpó a Requeijo por la violencia, y Blanes finalizó su campaña tildando al exgobernador de facto de «aprendiz de nazi» y «enviado de Capital Federal», acusándolo de buscar exacerbar el enfrentamiento entre roquenses y cipoleños en un intento de obtener un rédito político, y llamando a la población del Alto Valle a no emitir «un solo voto» a su favor. El candidato presidencial del justicialismo, Héctor José Cámpora, emitió un mensaje algo más relajado, pero de todas formas crítico, refiriéndose al PPR como «el oficialismo» y condenando los actos violentos. El PPR experimentó una fuerte crisis interna después del incidente a solo tres días de las elecciones, y muchos de sus candidatos y dirigentes del Alto Valle presentaron sus renuncias el 8 de marzo.

## Resultados

### Gobernador
La elección resultó en una holgada primera minoría para el Frente Justicialista de Liberación. Durante el 12 de marzo, extraoficialmente, se sugirió que el justicialismo había obtenido la victoria definitiva en primera vuelta por un muy escaso margen. Sin embargo, la finalización del escrutinio develó que Franco había obtenido solo la primera minoría de votos, aunque por amplio margen ante la división del voto antiperonista, con el 46,07% de los votos, pero sin lograr el porcentaje requerido para resultar electo en primera vuelta. El PJ se impuso en la gran mayoría de los municipios del país y en casi todo el norte de la provincia, venciendo en nueve de los trece departamentos del país: Avellaneda, Bariloche, Conesa, El Cuy, General Roca, Ñorquincó, Pichi Mahuida, Pilcaniyeu, y Veinticinco de Mayo. A pesar del desprestigio público sufrido por el PPR por los hechos violentos, esto no le impidió a Requeijo obtener un muy buen resultado, logrando el 24,81% de los votos y despalzando a Blanes a un tercer puesto sorpresivo con el 21,24%. Requeijo se impuso en los cuatro departamentos restantes: departamentos Adolfo Alsina, Nueve de Julio, San Antonio, y Valcheta. García García, de la Nueva Fuerza, obtuvo el 3,20% y el resto de las fuerzas políticas contendientes no superó el 2%, viéndose la elección reducida a una competencia a tres bandas, pero con clara prevalencia del justicialismo.
El radicalismo salió muy afectado de los comicios. Si bien conservó un peso relativo como segunda fuerza en el Alto Valle y la Zona Andina, logrando prácticamente la totalidad del voto no peronista en localidades como General Roca, Villa Regina, Bariloche y Río Colorado, la irrupción del PPR en el este de la provincia y la presencia del peronismo como formación hegemónica a nivel nacional y provincial provocaron que la UCR no pudiera imponerse en ninguna ciudad de importancia. A nivel territorial, el resultado fue altamente divisivo, sobre todo en lo que respecta al voto antiperonista, manifestado por una tendencia «conservadora» (encarnada en el PPR) y una tendencia «progresista» (encarnada en la UCR), que unidas casi empataban en voto con el FREJULI (46,05%). El PPR obtuvo un triunfo rotundo en Viedma, la capital provincial, donde duplicó el voto al justicialismo y arrebató casi todo su caudal de votos al radicalismo. A nivel legislativo, la UCR logró conservar la segunda fuerza electoral por escaso margen, pero empató con el PPR en número de escaños con 5 diputados provinciales, y obteniendo ambos partidos un diputado nacional contra tres del justicialismo. La mayor victoria del radicalismo se dio en el orden senatorial, impidiendo que el PPR obtuviera el senador nacional por la minoría ante el FREJULI y concurriendo a segunda vuelta contra él.
Ante el resultado, correspondía que el 15 de abril tuviera lugar la segunda vuelta electoral de las elecciones gubernativas, esta vez solo con Franco y Requeijo como candidatos. Sin embargo, el 19 de marzo, se realizó una reunión partidaria con 23 dirigentes que, con 14 votos a favor y 9 en contra, resolvieron retirarse de la segunda vuelta, con la postura concurrencista siendo sostenida principalmente por las figuras provenientes del sur de la provincia. La retirada de Requeijo facilitó la proclamación de Franco como gobernador electo al día siguiente.
|  | 46,07 % |

|  | 24,81 % |

|  | 21,24 % |

|  | 3,20 % |

|  | 1,91 % |

|  | 1,30 % |

|  | 0,93 % |

|  | 0,54 % |

|  | 92,96 % |

|  | 6,50 % |

|  | 0,54 % |

|  | 100 % |

|  | 81,19 % |

### Legislatura Provincial
|  | 46,80 % |

|  | 23,31 % |

|  | 21,52 % |

|  | 3,27 % |

|  | 2,08 % |

|  | 1,46 % |

|  | 0,99 % |

|  | 0,57 % |

|  | 91,39 % |

|  | 8,05 % |

|  | 0,55 % |

|  | 100 % |

|  | 81,19 % |